# Kamil Kalinowski
Kamil Kalinowski (ur. 11 kwietnia 1992 w Toruniu) – polski hokeista, reprezentant Polski.
Jego brat Michał (ur. 1993) także został hokeistą i wychowankiem toruńskiego klubu.

## Kariera
- TKH Toruń / Nesta Karawela Toruń (2009-2012)
- HC GKS Katowice (2012-2013)
  -  Polonia Bytom (2012)
- Unia Oświęcim (2013-2015)
- GKS Tychy (2015-2019)
- Cracovia (2019-2020)
- KH Energa Toruń (2020-)

Wychowanek klubu MKS Sokoły Toruń. Od 2009 do 2012 występował w seniorskiej drużynie z Torunia. Od 22 października 2012 roku, po wycofaniu z rozgrywek zespołu z Torunia, wraz z bratem Michałem byli zawodnikami HC GKS Katowice. Od listopada 2012 roku obaj występowali także w drużynie Polonii Bytom w rozgrywkach I ligi 2012/2013 (klub z Bytomia współpracował wówczas z HC GKS). Od maja 2013 zawodnik Unii Oświęcim. W kwietniu 2014 przedłużył kontrakt o dwa lata. Od maja 2015 zawodnik GKS Tychy. W październiku 2016 został zawieszony w związku z wykryciem podczas kontroli antydopingowej w jego organizmie niedozwolonej substancji (tetrahydrokannabinol). Decyzją Panelu Dyscyplinarnego przy Komisji do Zwalczania Dopingu w Sporcie otrzymał karę dyskwalifikacji do końca lutego 2017. Na początku stycznia 2019 został zawodnikiem Cracovii. W połowie 2020 ponownie został zawodnikiem klubu z Torunia i kapitanem drużyny.
W trakcie kariery zyskał pseudonim Kalina.
W barwach reprezentacji Polski do lat 18 uczestniczył w turnieju mistrzostw świata juniorów do lat 18 w 2010 (Dywizja I). W barwach reprezentacji Polski do lat 20 uczestniczył w turnieju mistrzostw świata juniorów do lat 20 w 2011 (Dywizja II), 2012 (Dywizja I). W barwach seniorskiej kadry Polski uczestniczył w turnieju mistrzostw świata w 2015 (Dywizja IB).

## Sukcesy
Reprezentacyjne
- Awans do MŚ do lat 20 Dywizji I: 2011

Klubowe
- Złoty medal I ligi: 2011 z Nestą Toruń
- Superpuchar Polski: 2015, 2018 z GKS Tychy
- Trzecie miejsce w Superfinale Pucharu Kontynentalnego: 2016 z GKS Tychy
- Srebrny medal mistrzostw Polski: 2016, 2017 z GKS Tychy, 2019 z Cracovią
- Puchar Polski: 2017 z GKS Tychy
- Finał Superpucharu Polski: 2017 z GKS Tychy
- Złoty medal mistrzostw Polski: 2018 z GKS Tychy
- Finał Pucharu Polski: 2021 z KH Energa Toruń

Indywidualne
- Puchar Kontynentalny 2015/2016#Grupa C:
  - Trzecie miejsce w klasyfikacji strzelców turnieju: 4 gole[12]
- Mistrzostwa Świata Juniorów w Hokeju na Lodzie 2012/I Dywizja#Grupa B:
  - Trzecie miejsce w klasyfikacji asystentów turnieju: 4 asysty[13]
  - Trzecie miejsce w klasyfikacji kanadyjskiej turnieju: 7 punktów[14]
  - Najlepszy zawodnik reprezentacji na turnieju[15]